# Scott Feldman
Pour les articles homonymes, voir Feldman.
Scott Wayne Feldman (né le 7 février 1983 à Kailua, Hawaï, États-Unis) est un lanceur droitier de baseball qui a joué dans la Ligue majeure de baseball de 2005 à 2017.

## Biographie

### Rangers du Texas

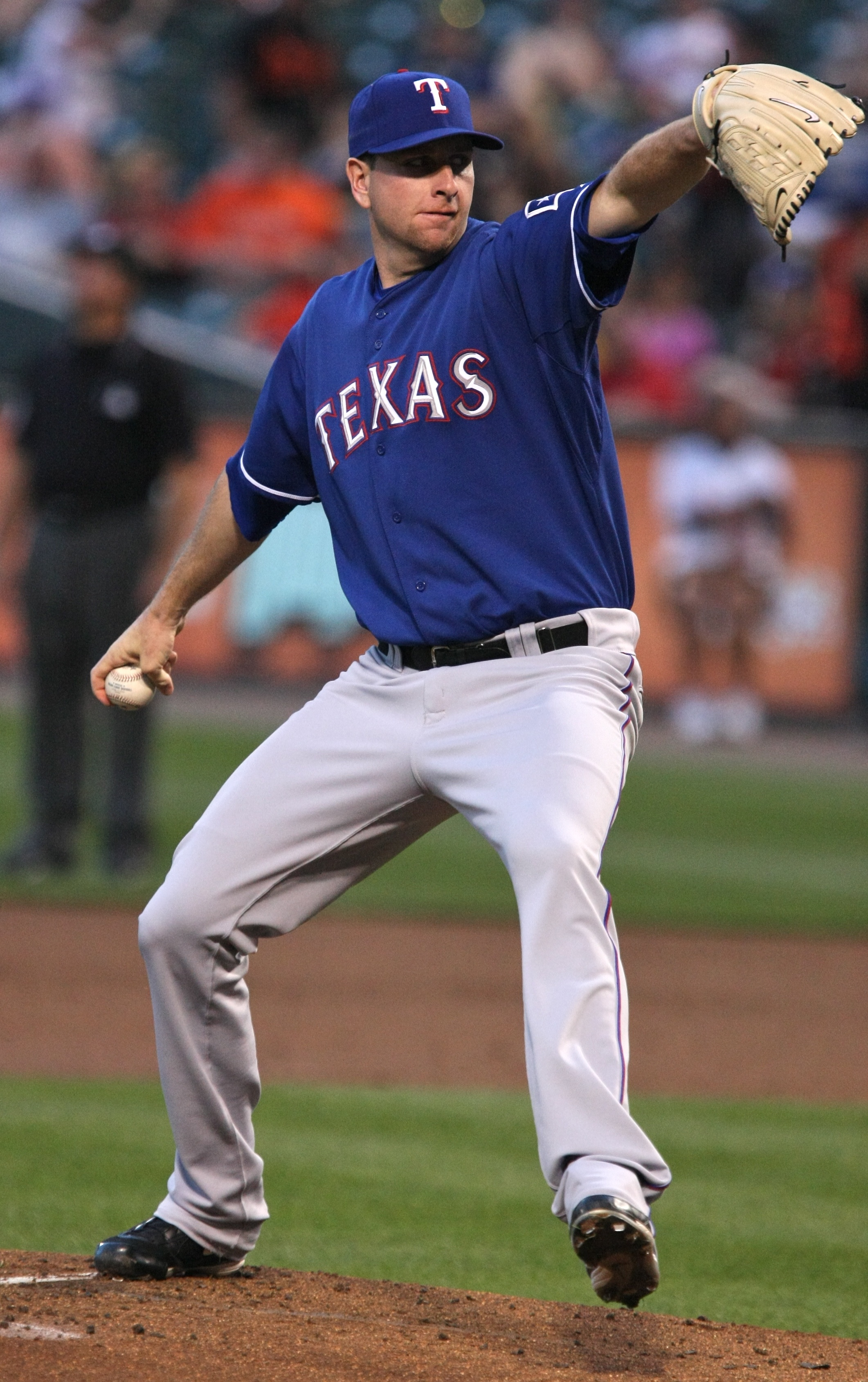
Scott Feldman en 2009 avec les Rangers du Texas.

Après des études secondaires à la Burlingame High School de Burlingame (Californie), Scott Feldman suit des études supérieures au College of San Mateo. Il est désigné lanceur de l'année en Coast Conference en 2002 et 2003.
Il est drafté le 3 juin 2003 par les Rangers du Texas au e tour de sélection. 
Feldman passe deux saisons en Ligues mineures avant d'effectuer ses débuts en Ligue majeure le 31 août 2005. D'abord utilisé comme lanceur de relève en Majeure, il devient lanceur partant à partir de la saison 2008. Feldman lance sa première partie au plus haut niveau comme lanceur partant le 13 avril 2008.
Il prolonge son contrat avec les Rangers d'une saison le 29 janvier 2010 contre 2,425 millions de dollars.

#### Saison 2011
En 2011, Feldman amorce la saison sur la liste des blessés après avoir été opéré pour une fracture du genou droit. Son retour au jeu, qu'il espère en mai, est sans cesse retardé et ce n'est pas avant le 22 juillet qu'il endosse l'uniforme des Rangers. Les Rangers le cèdent aux ligues mineures durant la saison pour lui permettent de reprendre la forme après son absence prolongée. Lorsque le club texan veut garder Feldman dans les mineures en juillet après sa remise en forme, le lanceur refuse, comme c'est son droit puisqu'il compte plus de cinq années d'ancienneté dans les majeures. Les Rangers, alors confrontés au choix de le libérer de son contrat ou de le garder dans l'effectif, optent pour cette dernière option.
On ne voit finalement Feldman que dans 11 parties de l'équipe en saison régulière. Cependant, il contribue grandement aux succès de son équipe dans sa conquête du titre de la Ligue américaine une fois les séries éliminatoires venues. À son premier essai en matchs d'après-saison, il blanchit d'abord les Rays de Tampa Bay en trois manches dans les Séries de divisions. Le 10 octobre, dans le second match de la Série de championnat contre les Tigers de Détroit, il vient à la rescousse de son club après la pénible sortie du lanceur partant Derek Holland. Ce dernier est sorti du match après deux manches et deux tiers lancées et Feldman, qui lui succède, fait une sortie inhabituellement longue de 4 manches et un tiers pendant que les Rangers comblent un déficit de 0-3 pour l'emporter 7-3. Deux jours plus tard, il est le lanceur gagnant de la 4e partie de la série après avoir lancé la 10e manche de la rencontre sans accorder de point.

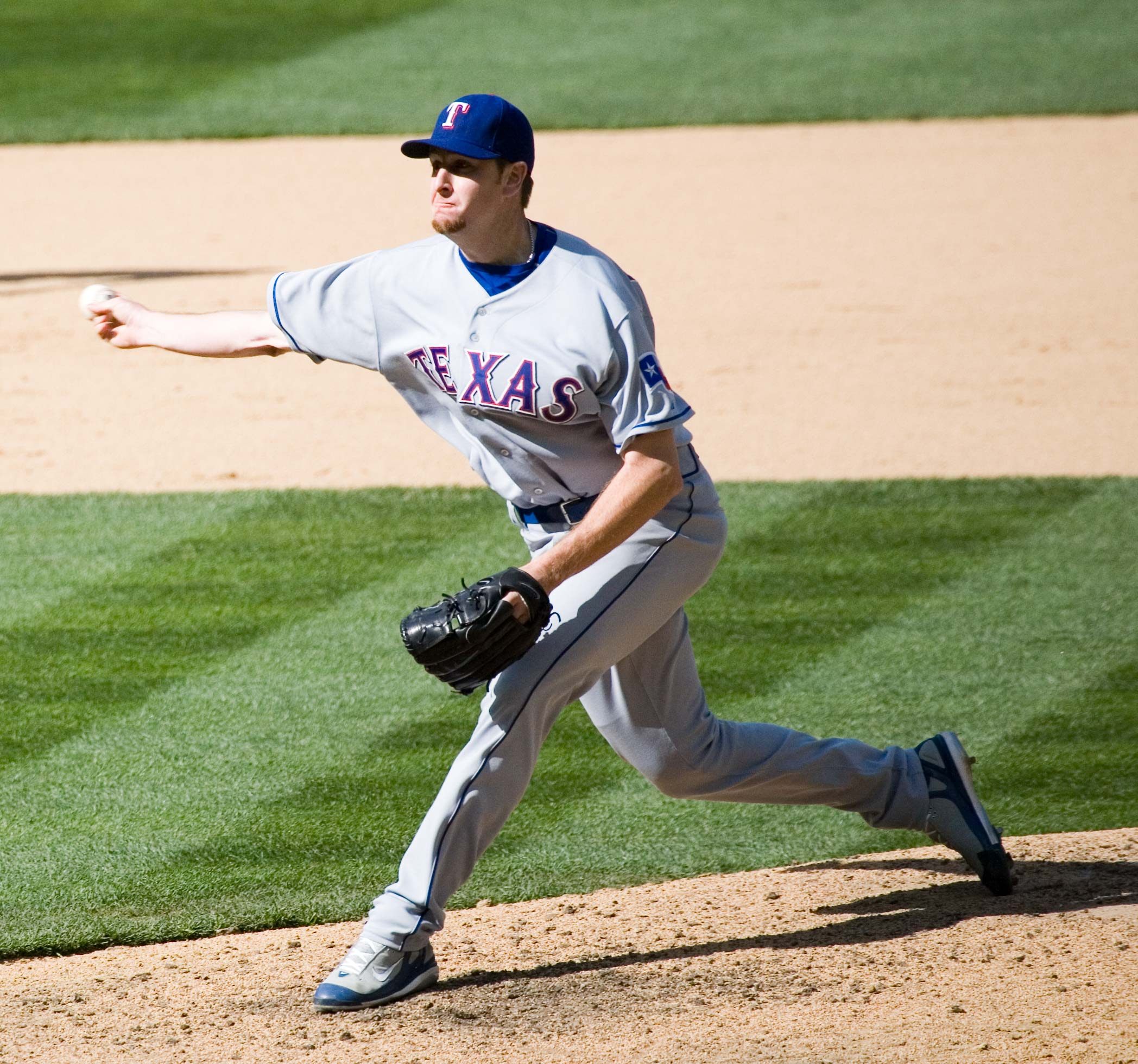
La motion de Scott Feldman, qui lance « de côté », le bras droit parallèle au sol.

Après sa première sortie en ouverture de la Série mondiale 2011, Feldman compte 10 manches et un tiers lancées en éliminatoires sans accorder un seul point. Il est l'un des 8 releveurs de l'histoire avec une aussi longue séquence sans permettre à l'adversaire de marquer et il s'approche du record de 14 manches et un tiers établi en 1981 par Goose Gossage. Cependant, il donne deux points aux Cardinals de Saint-Louis dans le troisième match de la série finale. Dans le 6e match, où les Cardinals effectuent de spectaculaires remontées pour priver Texas d'un titre mondial, Feldman est envoyé en relève à Darren Oliver dans une situation difficile en 10e manche. Il permet alors à Saint-Louis de compter les deux points qui nivellent le score, même si ces deux points sont portés à la fiche d'Oliver. Enfin, il en arrache dans la 7e et dernière partie lorsqu'il est dépêché en relève pour remplacer un lanceur partant, Matt Harrison, en difficulté. Il ne donne pas de coups sûrs en deux tiers de manches mais deux points, et durant cette séquence il accorde trois buts-sur-balles (un intentionnel) dont un à Yadier Molina avec les buts remplis, ce qui fait marquer un joueur adverse. De plus, il atteint d'un lancer la vedette Albert Pujols.

#### Saison 2012
Feldman effectue 21 départs et ajoute 8 présences en relève à sa dernière saison avec les Rangers en 2012. Sa moyenne s'élève à 5,09 avec 6 victoires et 11 défaites.

### Cubs de Chicago

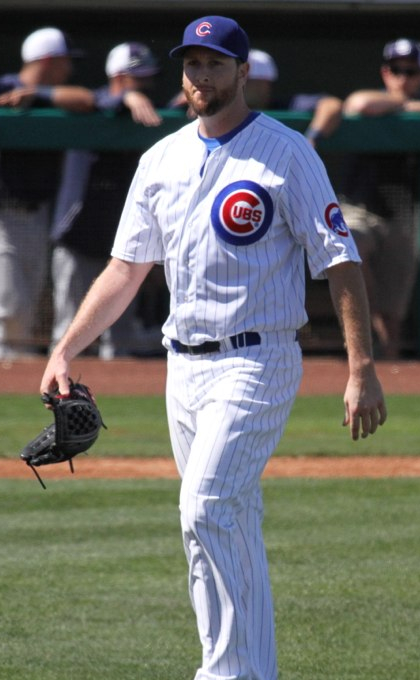
Scott Feldman en 2013 avec les Cubs de Chicago.

Le 27 novembre 2012, il signe un contrat d'un an avec les Cubs de Chicago. Il effectue 15 départs pour les Cubs au cours desquels sa moyenne de points mérités s'élève à 4,66 en 91 manches lancées. Il remporte 7 victoires contre 6 défaites.

### Orioles de Baltimore
Le 2 juillet 2013, les Cubs échangent Feldman et le receveur Steve Clevenger aux Orioles de Baltimore contre les lanceurs droitiers Jake Arrieta et Pedro Strop.
En 15 départs pour Baltimore, il remporte 5 victoires contre 6 défaites avec une moyenne de points mérités de 4,27 et un blanchissage. Il complète sa saison 2013 avec une fiche de 12-12 pour les Cubs et les Orioles, avec un blanchissage, deux matchs complets et une moyenne de points mérités de 3,86 en 181 manches et deux tiers lancées.

### Astros de Houston
Le 6 décembre 2013, Feldman signe un contrat de 3 saisons avec les Astros de Houston.

## Statistiques
| Saison | Équipe | G   | GS | CG | SHO | V  | D  | SV | IP    | SO  | ERA  |
| ------ | ------ | --- | -- | -- | --- | -- | -- | -- | ----- | --- | ---- |
| 2005   | Texas  | 8   | 0  | 0  | 0   | 0  | 1  | 0  | 9.1   | 4   | 0,96 |
| 2006   | Texas  | 36  | 0  | 0  | 0   | 0  | 2  | 0  | 41.1  | 30  | 3,92 |
| 2007   | Texas  | 29  | 0  | 0  | 0   | 1  | 2  | 0  | 39.0  | 19  | 5,77 |
| 2008   | Texas  | 28  | 25 | 0  | 0   | 6  | 8  | 0  | 151.1 | 74  | 5,29 |
| 2009   | Texas  | 34  | 31 | 0  | 0   | 17 | 8  | 0  | 189.2 | 113 | 4,08 |
| 2010   | Texas  | 29  | 22 | 0  | 0   | 7  | 11 | 0  | 141.1 | 75  | 5,48 |
| Totaux | Totaux | 164 | 78 | 0  | 0   | 31 | 32 | 0  | 572.0 | 315 | 4,80 |

Note : G = Matches joués ; GS = Matches comme lanceur partant ; CG = Matches complets ; SHO = Blanchissages ; 
V = Victoires ; D = Défaites ; SV = Sauvetages ; IP = Manches lancées ; SO = Retraits sur des prises ; ERA = Moyenne de points mérités.